# Appledore Shipbuilders
Appledore Shipbuilders Limited ist eine Werft in Appledore, North Devon. Bekannte Erzeugnisse der Werft waren kleine und mittlere Militärschiffe, Massengutschiffe, Gastanker, Versorger, Schwimmbagger und Fähren.

## Geschichte

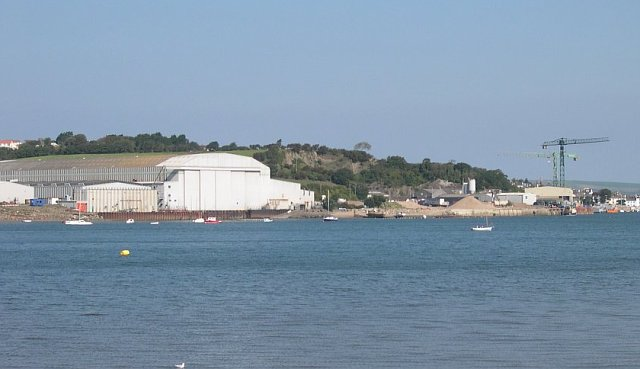
Appledore Shipbuilders

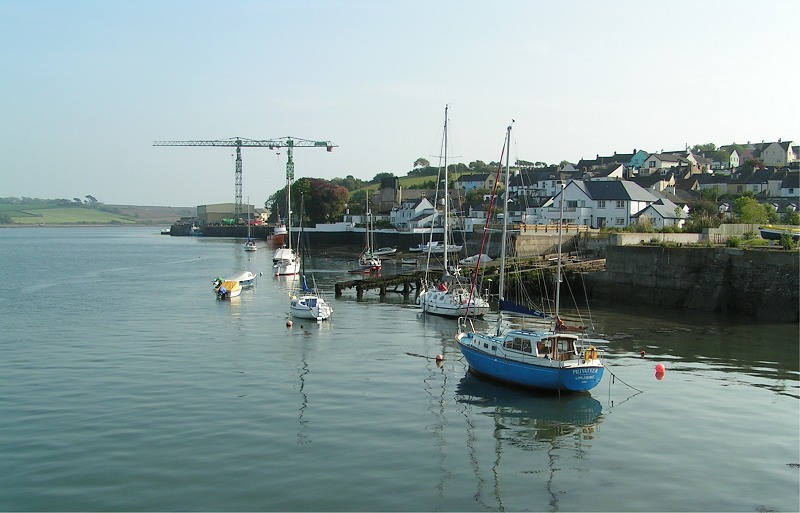
Appledore Shipbuilders

Das Unternehmen wurde 1855 als Richmond Shipyard von William Yeo an der Mündung des Torridge gegründet. Unter Yeo entstand 1855/56 das Richmond Dock, welches nach der Richmond Bucht in Prince Edward Island benannt war, wo das Schifffahrtsgeschäft der Yeo Familie angesiedelt war. Das Dock blieb bis zur Fertigstellung des geschlossenen neuen Baudocks, Anfang der 1970er Jahre, das Hauptdock der Werft.
Ab etwa Anfang des 20. Jahrhunderts wurde die Werft durch Philip Kelly Harris geführt und firmierte bis 1963 unter dem Namen P. K. Harris & Sons, 1963 wurde daraus mit dem Verkauf an die Seawork Group Appledore Shipbuilders. Das Hauptstandbein der Werft um diese Zeit waren der Bau von Schleppern, Saug- und Hopperbaggern, sowie Tankbargen.
1964 erwarb die Reederei Court Line, zusammen mit der Alltransport, die Werft. In den späten 1960er Jahren wurden sechs Küstenschiffe für die Royal Navy gebaut. Man eröffnet 1970 den £4 Millionen Pfund teuren kompletten Neubau einer Appledore-Werft auf der „grünen Wiese“, genannt die „Schiffsfabrik“ (Ship Factory). Die neue Halle ermöglichte auch größere Neubauten und die Sektionsfertigung. Eine Serie von Küstentankern für verschiedene Eigner, Schwimmbagger, Containerschiffe und Minibulker waren die Produkte dieser Ära. Schon 1972 wurde Appledore Shiprepairers aufgelöst und das Reparaturgeschäft aufgegeben.
Als die Court Line 1974 zusammenbrach, wurde Appledore Shipbuilders zunächst verstaatlicht und am 1. Juli 1977 in die British Shipbuilders Corporation eingegliedert. Man stellte in dieser Zeit eine Serie von fünf Minibulkern, Gas- und Öltanker sowie weitere Bagger, aber auch Ölversorger, ein Forschungsschiff und einen Marineversorger her. 1986 schloss man Appledore mit Ferguson Shipbuilders in Glasgow zu Appledore Ferguson zusammen. Ende der 1980er Jahre waren die verhältnismäßig kleinen Appledore und Ferguson Werften unter den letzten im Staatsbesitz verbliebenen. Ferguson und Appledore wurden 1989 wieder geteilt und Langham Industries übernahm die Appledore Werft.
Bemerkenswerte Schiffe der späten 1990er Jahre waren die beiden Rahgetakelten Segelschulschiffe des Tall Ships Youth Trust, der Prince William und der Stavros S Niarchos, welche aus den aus Deutschland zugelieferten Kaskos entstanden.
Nachdem die Appledore Werft im Oktober 2003 zahlungsunfähig geworden war, wurde sie im Frühjahr 2004 von DML, den Eignern der Werft Devonport Dockyard erworben.
2007 übernahm Babcock International die Werft und betrieb sie als Tochterunternehmen von DML Appledore unter der Firma Appledore Shipbuilders (2004) Limited. Hauptgeschäftsfeld war der Einbau von Maschinenanlagen und anderen Systemen in Yachten der Firma Devonport Yachts Ltd.
Nachdem das Schiffbauunternehmen im März 2019 erneut geschlossen worden war, erwarb das Energieunternehmen InfraStrata die Werft im August 2020 für rund sieben Millionen Pfund um sie weiter zu betreiben.

## Von Appledore Shipbuilders gebaute Schiffe (Beispiele)
- HMS Echo[13]
- Scillonian III (Baunr. 115)
- fünf Schiffe des Typs Appledore 300 (Baunr. 121–125)
- Superflex Whiskey (Baunr. 145)
- Hoy Head (Baunr. 159)
- Clansman (Baunr. 174)
- Coruisk[14] (Baunr. 190)